# Angeni
Angeni est un prénom féminin.

## Sens et origine du prénom
- Prénom féminin d'origine nord-amérindienne[1], dans une des nombreuses langues amérindiennes.
- Prénom qui signifie "ange". Certains disent qu'il signifierait "esprit d'ange", ce qui n'est pas exactement précis. "Angeni" est le mot "ange" lui-même, emprunté dans une des nombreuses langues amérindiennes qui n'a pas de lettre "L", comme le mot Potawatomi "azhe'ni' ou le mot Ojibwe "aanzhenii". Il est l'appropriation par les Amérindiens du mot d'origine occidentale "Angel". C'est seulement un mot amérindien de la même façon que le "mocassin" est maintenant un mot anglais.
- Malgré cette origine occidentale, on peut toujours souhaiter l'utiliser comme prénom. Il faut juste savoir que ce n'est pas un prénom nord-amérindien traditionnel ou un concept amérindien traditionnel et qu'il n'avait aucune signification avant la colonisation européenne.

## Prénom de personnes célèbres et fréquence
- Prénom aujourd'hui peu usité aux États-Unis[2].
- Prénom qui semble n'avoir jamais été donné en France[3].
- Le prénom Angéni (avec accent) est donné une fois en France.